# Recueil de données infirmier

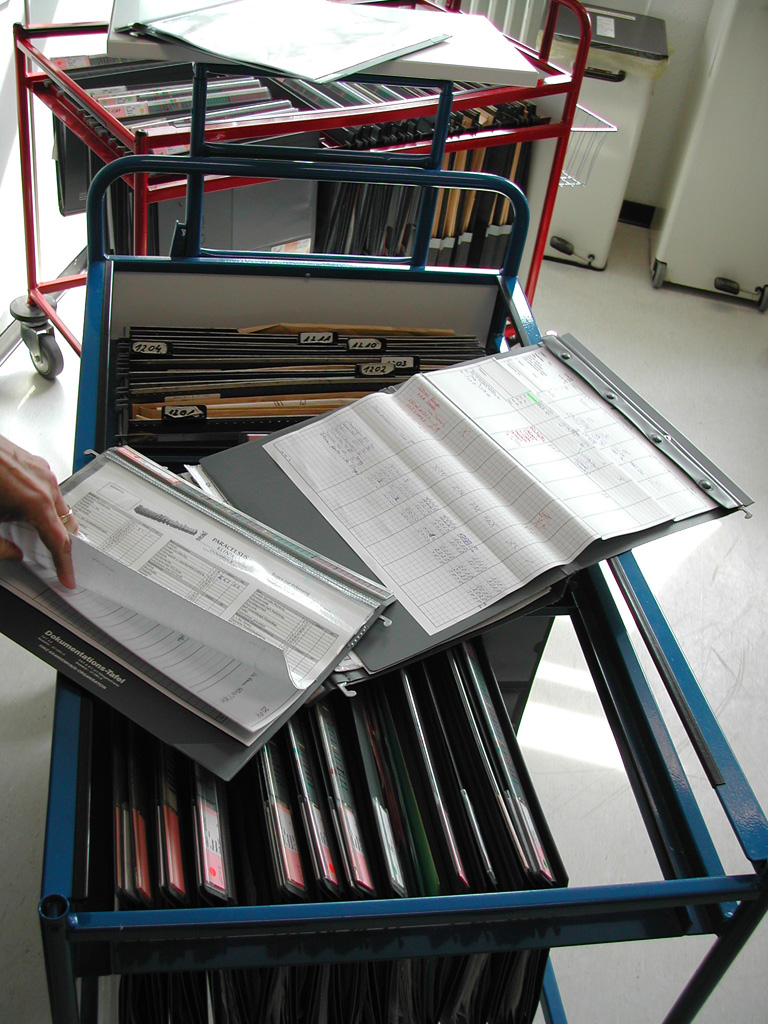
Dossiers de soins infirmier où sont consignées les données du recueil.

Le recueil de données infirmier est une des composantes de l'évaluation infirmière. Il désigne un outil d'évaluation qui intervient dans la démarche de soins. Il permet à l'infirmier d'identifier le ou les problèmes de santé, réels ou potentiels à l'accueil d'une personne ou lors de la réévaluation du plan de soins infirmier. Ainsi, il repère les réactions humaines par rapport au problème de santé.

## Principe et finalité
Lors du recueil de données, l'infirmier évalue l'état de santé de la personne demandeuse de soins et son degré d'autonomie. L'outil permet de déterminer avec la personne malade les objectifs de santé que celle-ci désire atteindre. Les informations sont consignées dans le dossier de soins. Ces informations intégrées aux plan de soins infirmier, vont contribuer à argumenter le projet de soins infirmier.
Ainsi, l'infirmier et la personne détermineront ensemble le ou les diagnostic(s) infirmier(s) décrivant le problème de santé et le ressenti du malade par rapport à celui-ci. Il convient ensuite de répondre aux éventuelles questions posées.
Avant le recueil de données, il convient d'accueillir et d'installer confortablement le patient en fonction de sa maladie et/ou de son handicap.
Après le recueil de données, l'infirmier et la personne soignée pourront déterminer ensemble un diagnostic infirmier et décider des objectifs à atteindre pour que la personne retrouve ou renforce son autonomie grâce à ses ressources personnelles, celles de son entourage et/ou grâce aux soins prodigués.

## Informations consignées
Plusieurs informations se retrouvent dans le recueil de données qui est un outil indispensable dans la prise en charge de la personne.
Les informations administratives concernant l'entrant
- l'identité de la personne
- ses coordonnées ainsi que les coordonnées de la personne à prévenir ou de la personne ressource
- mode d'entrée dans le service
- sa situation familiale
- sa situation sociale et professionnelle
- l'existence ou non d'une protection judiciaire : sauvegarde de justice, curatelle, tutelle. Penser aussi à enregistrer les coordonnées du responsable de la protection.
- sa prise en charge par la sécurité sociale et une mutuelle complémentaire
- ses pratiques spirituelles

Les informations concernant l'état de santé de la personne soignée
- les antécédents médico-chirurgicaux et les allergies connues
- le régime alimentaire
- le traitement
- les appareillages : prothèses, appareils auditifs, lunette, sonde, perfusions
- évaluation de l'état de conscience
- évaluation de l'état cutané
- bilan d'autonomie
- prise des paramètres vitaux, examens d'entrée, calcul de l'indice de masse corporelle
- un examen physique sommaire de la personne. Cet examen physique ne correspond pas à l'auscultation et l'examen physique réalisés par le médecin (il permet essentiellement d'évaluer l'intégrité cutané et la motricité).
- l'évaluation quantitative Soins infirmiers individualisés à la personne soignée.